# Надежда осуждённого
Надежда осуждённого — серия из трёх картин, написанных Жоаном Миро в 1974 году и ныне являющихся частью постоянной коллекции Фонда Жоана Миро. Суть картин составляет линия, которая прерывается, как была прервана жизнь Сальвадора Пуча Антика.

## История
В последние годы правления Франко в Испании произошло несколько судов, потрясших Миро. Миро нарисовал этот триптих в связи с прошением о помиловании, которое он делал для молодого анархиста Сальвадора Пуча Антика. Картины перекликаются с картиной 1968 года «Картина на белом фоне с изображением кельи отшельника».
Работа явилась результатом двухлетней подготовки, в ходе которой Миро сделал несколько подготовительных рисунков с вариациями одной и той же идеи. Эти рисунки хранятся в Фонде Жоана Миро.
Идеи были зарисованы в феврале 1974 года, но картины не были закончены до следующего месяца, когда состоялась ещё одна казнь.
Это странно, но важно, что я закончил свою работу в тот же день, что они убили этого бедного мальчика, Сальвадора Пуча Антика. Я закончил картину в тот же день, чем они убили его, но я знал об этом: чёрный на белом фоне, черная линия отрывает, так как некто использовал свою силу беспощадно
(…) несколько лет назад на большом холсте я нарисовал полосу, белую линию, а на другом холсте — синюю полосу. И вот прошёл тот день… когда они удавили этого бедного парня в клубе, Сальвадора Пуча Антика. Я чувствовал, о чём это было. На следующий день он был убит. Я закончил холст тем, что убил его. Не зная этого.
— Что это было?
— Его смерть. Линии прерываются. Картина, которую я называю «Надежда осуждённого». Надеюсь, что эти три картины останутся в Барселоне, в Фонде.
— Отношение данной картины к драме Пуча Антика изначально не задумывалось?
— Это вовсе не было продуманным совпадением. Совпадение, но немного магии… Так вы сказали?

-Жоан Миро